# کاوارتا لیکس
کاوارتا لیکس (به انگلیسی: Kawartha Lakes) یک شهر در کانادا است که در انتاریو واقع شده‌است.

## خصوصیات
کاوارتا لیکس ۷۳٬۲۱۴ نفر جمعیت دارد.